# Kagati
Kagati är ett periodiskt vattendrag i Burundi.   Det ligger i provinsen Gitega, i den centrala delen av landet, 60 kilometer öster om huvudstaden Bujumbura.
Omgivningarna runt Kagati är en mosaik av jordbruksmark och naturlig växtlighet. Runt Kagati är det tätbefolkat, med 411 invånare per kvadratkilometer.